# Matthias Höhler

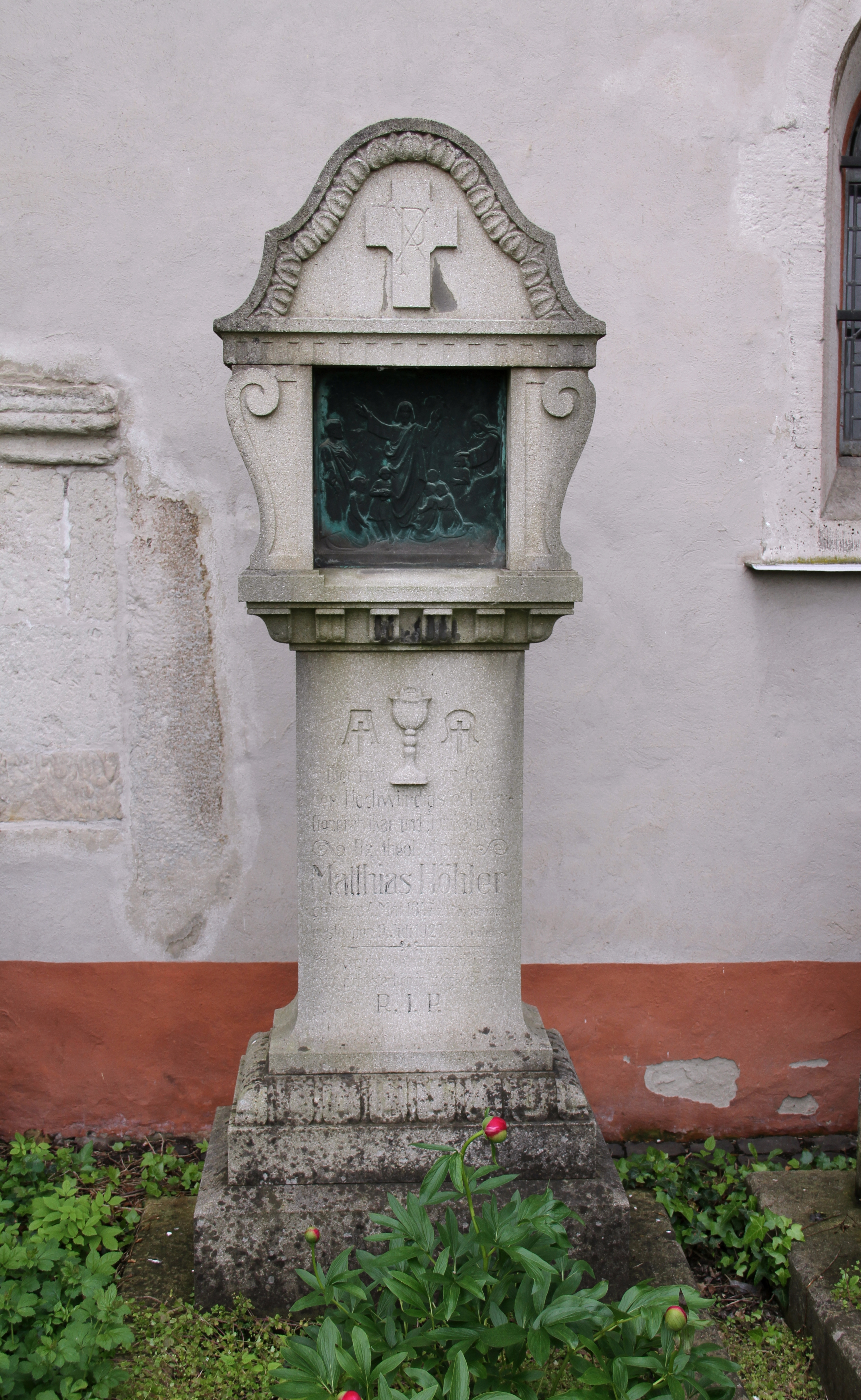
Grab Matthias Höhlers auf dem Limburger Domfriedhof

Matthias Höhler (* 4. Mai 1847; † 9. Juli 1923) war ein deutscher Generalvikar und Domdekan des Bistums Limburg und ein theologischer Autor.

## Leben
Höhler studierte in Mainz und am Germanikum in Rom katholische Theologie. 1871 wurde er im Bistum Limburg zum Priester geweiht. 1872 wurde er Kaplan und Privatsekretär von Bischof Peter Josef Blum. 1884 wurde er Domkapitular und 1913 Generalvikar.

## Wirken
Der promovierte Theologe Höhler verfasste eine Reihe von Schriften zu Fragen der Glaubenspraxis. Erfolgreich war insbesondere sein Büchlein Wie soll man beichten?, von dem bis 1940 in mehreren Auflagen 88.000 Exemplare gedruckt wurden. Zudem beschäftigte sich Höhler intensiv mit der Erforschung des Limburger Domschatzes.
1899 schlug Höhler vor, größere Teile der Limburger Altstadt niederzulegen, um vom Kornmarkt aus einen freien Blick auf den Dom zu ermöglichen. Dieses von ihm als „Domfreiheit“ bezeichnete Projekt, das niemals große Unterstützung fand, ging als Kuriosität in die Stadtgeschichte ein.
Höhlers Grab befindet sich unmittelbar an der Nordseite des Limburger Doms auf der Grablege der Domherren.

## Schriften (Auswahl)
- Für und Wider in Sachen der katholischen Reformbewegung der Neuzeit. Herder, Freiburg im Breisgau, 1903
- Wie soll man beichten? Zur Belehrung über den häufigen Empfang des heiligen Bußsakramentes. Limburger Vereinsdruckerei, Limburg, 1918, Neuauflage 1940
- Die Kapelle im Schützengraben: Sonntagsfeier in der Front. Kirchheim, Mainz, 1914
- Das Bistum Limburg Entstehung und geschichtliche Entwicklung bis zur Gegenwart. Limburger Vereinsdruckerei, Limburg, 1915
- Jesus von Nazareth. Pustet, Regensburg 1915
- Wie soll man kommunizieren?: Zur Belehrung über d. Empfang d. hl. Kommunion. Limburger Vereinsdruckerei, Limburg, 1921